# Драган Димитровський
Драган Димитровський (мак. Драган Димитровски; нар. 26 липня 1977, Бітола, СР Македонія) — македонський футболіст, нападник.

## Клубна кар'єра
Вихованець «Пелістера». Дорослу футбольну кар'єру розпочав 1999 року в складі «Тиквешу», за який відіграв один сезон. У 2000 році повернувся до «Пелістера», в якому з перервою виступав до 2010 року. У 2009 році, під час виступів за «Пелістер», відзначився своїм 100-м голом у чемпіонаті Македонії (у переможному (3:0) виїзному поєдинку проти «Металурга»), ставши, таким чином, третім футболістом, який відзначився 100-а й більше голами в македонському чемпіонаті. По завершенні матчу Драган сказав: «Я розраховував забити 100-й м'яч, але не на подарунок від Чкембарі. Я обіцяю у майбутньому [забивати] більше м'ячів і повірте, ви не почули останнього слова від цієї молодої команди. Ми виграли матч простіше, ніж очікували всі футболісти». З 2003 по 2005 рік та в 2010 році захищав кольори «Побєди». Потім виступав за «11 Октомврі». У 2011 році повернувся до «Пелістеру», у складі якого 2013 року завершив футбольну кар'єру.

## Кар'єра в збірній
З 2001 по 2004 рік викликався до складу національної збірної Македонії. За головну команду країни зіграв 14 матчів, відзначився 2-а голами.

## Досягнення
«Пелістер»
- Кубок Македонії
  -  Володар (1): 2000/01

- Друга ліга Македонії
  -  Чемпіон (2): 2005/06, 2011/12

«Побєда»
- Перша ліга Македонії
  -  Чемпіон (1): 2003/04

- Найкращий гравець чемпіонату Македонії: 2003
- Найкращий бомбардир Першої ліги Македонії: 2003/04

«11 Октомврі»
- Друга ліга Македонії
  -  Чемпіон (1): 2010/11